# La Pera
|  | Aquest article tracta sobre un municipi del Baix Empordà. Si cerqueu el bandoler, vegeu «Joan Serra (bandoler)». |

La Pera és un municipi de la comarca del Baix Empordà. Des de 2019 l'alcalde és Oriol Balliu Castanyer.

## Geografia
- Llista de topònims de la Pera (Orografia: muntanyes, serres, collades, indrets..; hidrografia: rius, fonts...; edificis: cases, masies, esglésies, etc).

| Entitat de població | Habitants (2023) |
| la Pera             | 257              |
| Púbol               | 134              |
| Riuràs              | 29               |
| Pedrinyà            | 19               |
| Font: Idescat       |                  |

## Demografia
| 1497 | 1515 | 1553 | 1787 | 1887 | 1900 | 1920 | 1950 | 1970 | 2010 | 2024 |
| 70   | 58   | 52   | 591  | 637  | 559  | 621  | 606  | 439  | 446  | 450  |

## Llocs d'interès
- Casa-Museu Castell Gala-Dalí a Púbol. Depèn del Teatre-Museu Dalí.[2]

- Sant Andreu de Pedrinyà.

- Can Savalls.

## Persones il·lustres
- Francesc Savalls i Massot (Can Savalls, 1817 - Niça, 1885), militar, participà en les tres Guerres Carlines al llarg del segle XIX assolint el rang de mariscal de camp i el càrrec de capità general de la Diputació General de Catalunya entre desembre de 1874 i març de 1875.
- Joan Llenas Colom (Pedrinyà, 1905 - ibídem, 1994), veí de Can Solés, va ser un dels impulsors de la restauració (1975-1976) més recent de l'església romànica de Sant Andreu de Pedrinyà seguint l'obra del Dr. Miquel Oliva i Prat i del Sr. Josep Mª Boïgues. Les seves restes mortals descansen al costat de l'església que ell mateix va col·laborar a restaurar.[3] El poble també té un plaça en reconeixement de la seva tasca.